# Galerie Perrotin
La galerie Perrotin est une galerie d'art contemporain créée par Emmanuel Perrotin à partir des années 1990 à Paris. Elle compte plusieurs espaces dans le monde avec des galeries à Paris, Hong Kong, New York, Séoul, Tokyo, Shanghai et Los Angeles.

## Histoire

### Création et développement à Paris
Emmanuel Perrotin a créé en 1990 la galerie Perrotin. Initialement dans un appartement qu'il loue rue de Turbigo puis rue de Beaubourg à Paris, et qu'il transforme en galerie,. La galerie s'est ensuite implantée à différents endroits à Paris, notamment dans le Marais dans un hôtel particulier du XVIIIe siècle depuis 2005.
En juin 2020, la galerie inaugure un espace de 70 m² avenue Matignon dans l’ouest parisien.
À Paris, la galerie participait à la FIAC (Foire internationale d’art contemporain) jusqu’à son arrêt en 2022. Elle participe à Art Paris, Paris+ par Art Basel et Asia Now.
La galerie parisienne reçoit jusqu'à 900 personnes par jour pour certaines expositions.

### Développement international
En 2012, la galerie Perrotin Hong Kong est inaugurée,. En 2020, Perrotin Honk Kong déménage au K11 Atelier, Victoria Dockside, sur le Tsim Sha Tsui.
De 2013 à 2016, la galerie Perrotin New York est installée dans un lieu historique de l’Upper East Side, sur Madison Avenue, avant de déménager en avril 2017 à Orchard Street dans un immeuble entier dans le Lower East Side. Elle comprend une grande librairie présentant les éditions et livres.
En 2016, Perrotin inaugure une nouvelle galerie de 200 m2 à Séoul dans le quartier de Jongno-gu. La galerie voisine de nombreuses galeries et musées, face à la Maison Bleue, résidence du président, et au palais de Gyeongbok.

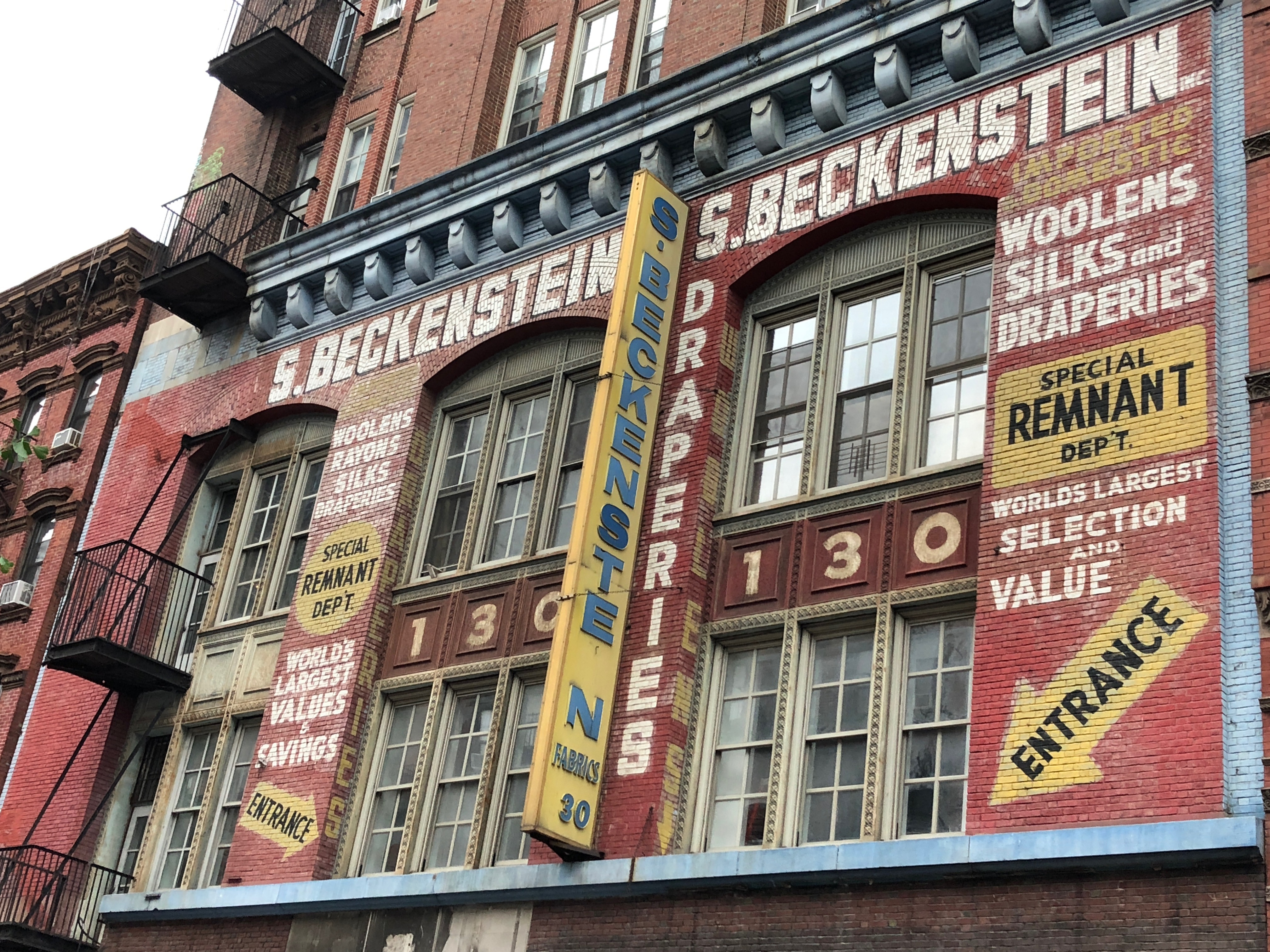
Devanture de Perrotin à New-York

En juin 2017, Emmanuel Perrotin inaugure une galerie de 140 m2 à Tokyo, au rez-de-chaussée du Piramide Building au 6-6-9 Roppongi Minato-ku Tokyo, au cœur de Roppongi,.
En 2018, une nouvelle galerie est inaugurée à Shanghai, située dans le quartier du Bund.
En août 2022, Perrotin inaugure Perrotin Dosan Park. Le bâtiment, qui comprend deux étages et offre un espace d'exposition d'environ 250 mètres carrés a été conçu par KIAS (Kentaro Ishida Architects Studio) en collaboration avec Yoki Design et Kenny Ho.
En 2022, une nouvelle galerie est ouverte à Dubaï,.
La totalité des espaces de la galerie Perrotin dans le monde représente en 2020 une superficie de 7 100 m2.
La galerie Perrotin participe également à plusieurs foires annuelles à l'étranger dont Art Basel (Hong Kong, Bâle, Miami), Frieze, Art021 & West Bund Art & Design (Shanghai), The Armory Show, TEFAF New York, etc.
En 2023, la galerie expose à Los Angeles de manière éphémère avant une installation prévue en 2024.

### Diversification des activités
Elle produit des vidéos et podcast (L'amour de l'art) et édite des ouvrages, éditions et print d’artistes, disponibles dans les librairies Perrotin Store. Elle est également active sur les réseaux sociaux.
Perrotin avance un chiffre d’affaires de 140 millions d’euros pour l'année 2022.
En juin 2023, la galerie entre en négociation pour s'allier à un fonds d'investissement, Colony IM.

## Artistes représentés (non exhaustif)
(mars 2024).
- Chiho Aoshima
- Iván Argote
- Hernan Bas
- Sophie Calle
- Maurizio Cattelan
- Julian Charrière
- Johan Creten
- Wim Delvoye
- Elmgreen & Dragset
- Bernard Frize
- Gelitin
- Laurent Grasso
- Hans Hartung
- JR
- Jesper Just
- Bharti Kher
- Julio Le Parc
- Lee Bae
- Barry McGee
- Farhad Moshiri
- Mr.
- Takashi Murakami
- Jean-Michel Othoniel
- Paola Pivi
- Claude Rutault
- Mark Ryden
- Emily Mae Smith
- Pierre Soulages
- Claire Tabouret
- Xavier Veilhan
- Tatiana Trouvé
- Xavier Veilhan
- Bernar Venet
- Xu Zhen